# De sjofar van Alexandrië
De sjofar van Alexandrië is een Joods volksverhaal.

## Het verhaal
In Alexandrië staat de mooiste en grootste synagoge, het gebouw is zo groot dat de achterste rijen bezoekers de voorganger niet kunnen horen. Als er amen uitgesproken moet worden, zwaait de koster met een vlag. Alle mensen met hetzelfde beroep zitten bij elkaar, vooraan de belangrijkste lieden. Achteraan zitten de armen. De synagoge bezit kostbare voorwerpen, niks is zo kostbaar als de sjofar vervaardigd uit de hoorn van een ram. Alleen op het nieuwjaarsfeest - Rosj Hasjana - wordt er dertig maal op de sjofar geblazen, op het einde van de Grote Verzoendag eenmaal ten teken dat het vasten is afgelopen.

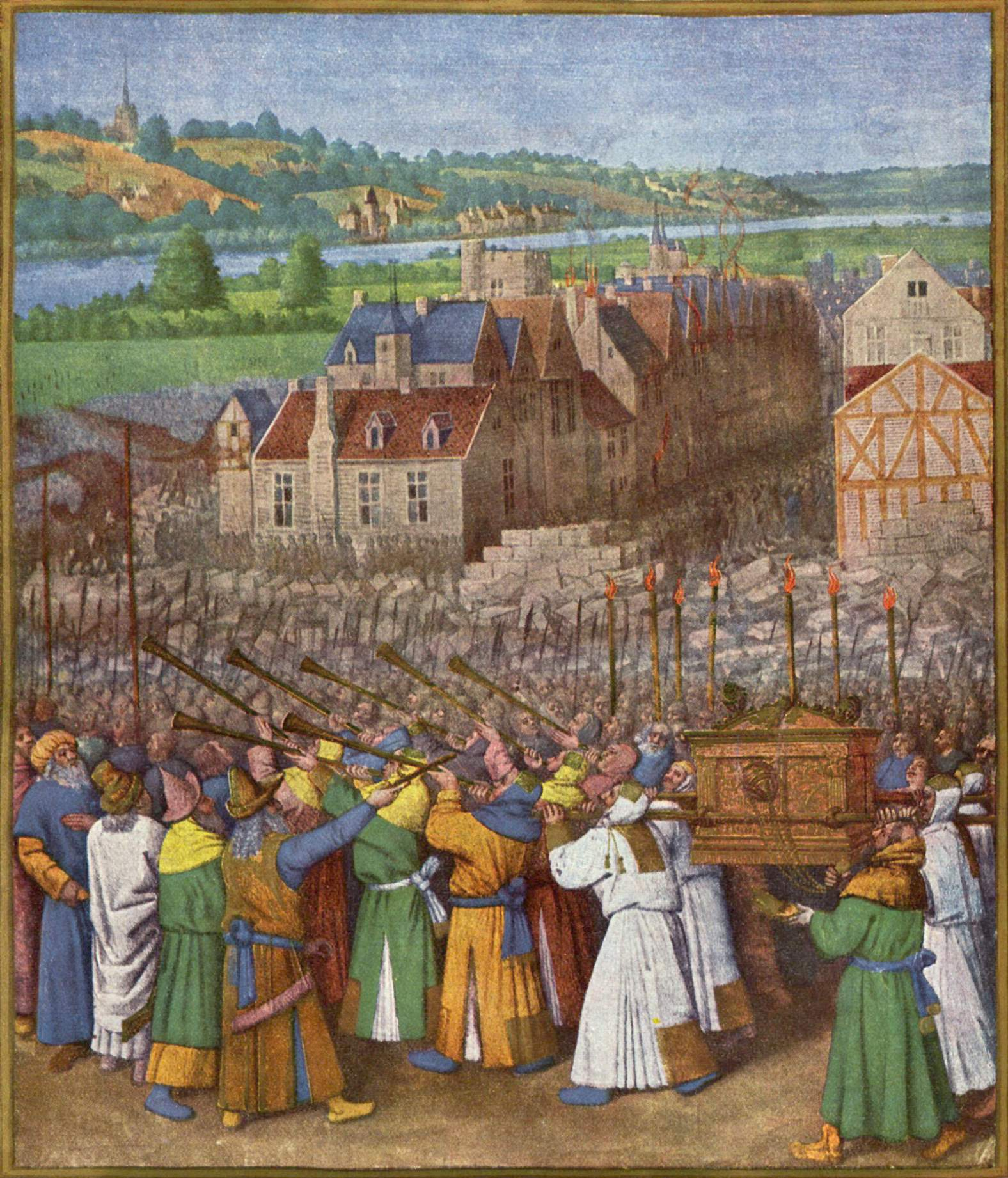
De muren van Jericho vallen

Men zegt dat de dienaar van Mozes, Josua, op de sjofar blies en de muren van Jericho ten val kwamen. Anderen zeggen dat de hoorns van de ram zijn die aartsvader Abraham slachtte toen hij hoorde dat God geen mensenoffer wilde. Niemand kon geluid maken met de sjofar als diegene geen vroom leven leidde. Tijdens de feesten horen de mensen hun zonden in het geluid van de sjofar en ze beloven in stilte beterschap. Hun zonden worden vergeven.
Op een dag komt Ibn Daud naar Alexandrië en hij wil graag de schatkamer zien. Als hij hoort dat de sjofar het kostbaarste bezit is, moet hij bijna lachen. De koster vertelt dat de andere hoorn van het ram op de tempelberg in Jeruzalem begraven is, dit was de offerplaats. Er komen Griekse toneelspelers en de koster is afgeleid door het geluid. Ibn Daud verbergt de sjofar onder zijn kleding en vertrekt, na het geven van een kostelijke fooi.
Ibn Daud vindt een Egyptische schipper bereid hem mee te nemen en hij valt op de boot in slaap. Hij droomt over het offer van Isaak, maar hoort dat Ibn Daud geslacht moet worden omdat hij een dief is. Een ram probeert hem te spietsen en als hij wakker wordt, denkt hij dat hij geen dief is omdat hij de sjofar aan zijn gemeente zal schenken. Middernacht steekt er een storm op, al snel wordt het een orkaan. Normaal is de zee in deze tijd van het jaar zo kalm als een vijver en men ziet de straf van de goden. De mensen bidden tot God en Ibn Daud belooft duizend goudstukken naar Alexandrië te zenden. De golven worden kalmer en er ontstaat een mist, de misthoorn is onvindbaar en Ibn Daud zegt dan een hoorn te hebben. Ibn Daud kan geen geluid uit de sjofar krijgen en de scheepsjongen wordt gehaald.
De onschuldige jongen blaast en Ibn Daud hoort dat hij een dief is, de schipper hoort dat hij een dronkenlap is en de scheepsjongen hoort dat ze terug moeten gaan naar Alexandrië. De mannen beloven hun leven te beteren en horen dan ook dat ze naar Alexandrië moeten gaan. Ibn Daud zegt dit tegen de schipper en hij zegt dat hij dit ook wilde, maar het pas kon als zijn opdrachtgever toestemming gaf.
De scheepsjongen zegt dat hij het ook hoorde en krijgt een klap van de schipper, hij mag niet denken maar alleen bevelen opvolgen. Het schip gaat naar Alexandrië, maar men weet niet waar de sjofar tegenwoordig is.

## Achtergronden

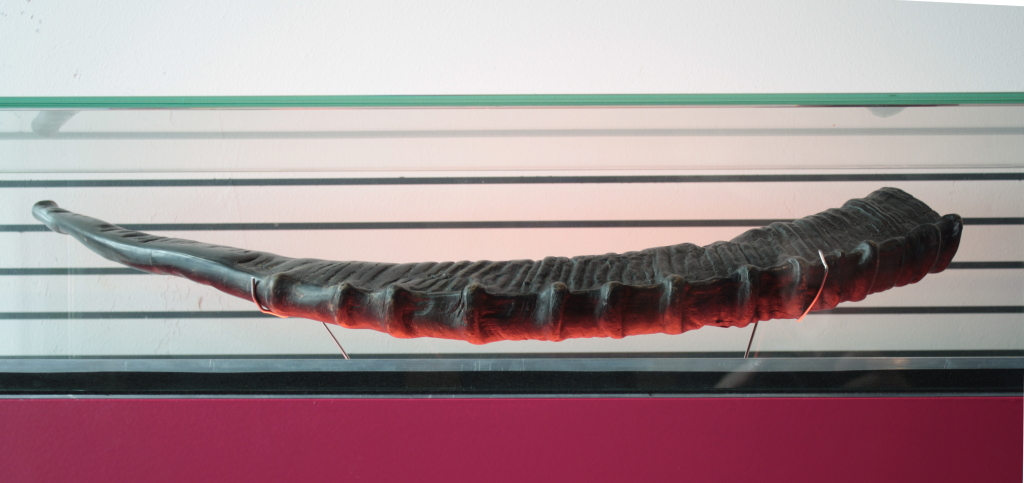
Een sjofar

Het verhaal komt oorspronkelijk uit Nederland.